# Lee Soon-ok
Lee Soon-ok (kor. 이순옥; ur. 1947) – uciekinierka z Korei Północnej. Przebywała w obozie koncentracyjnym Kaech’ŏn.

## Życiorys
Po raz pierwszy trafiła do obozu w 1984 roku. Na mocy amnestii została zwolniona z obozu w 1992 roku. W 1995 roku udało jej się uciec do Korei Południowej. W 2002 roku zeznania w sprawie praw człowieka w Korei Północnej złożyła przed komisją Izby Reprezentantów Stanów Zjednoczonych. Ujawniła listę tortur, którym była poddawana, proces przed marionetkowym sądem. Zgodnie z jej oświadczeniem w latach 1987–2000 zmarło 6000 więźniów w obozie z powodu złych warunków lub tortur.
W 1999 roku wydała książkę Eyes of the Tailless Animals.